# 江苏省方志馆

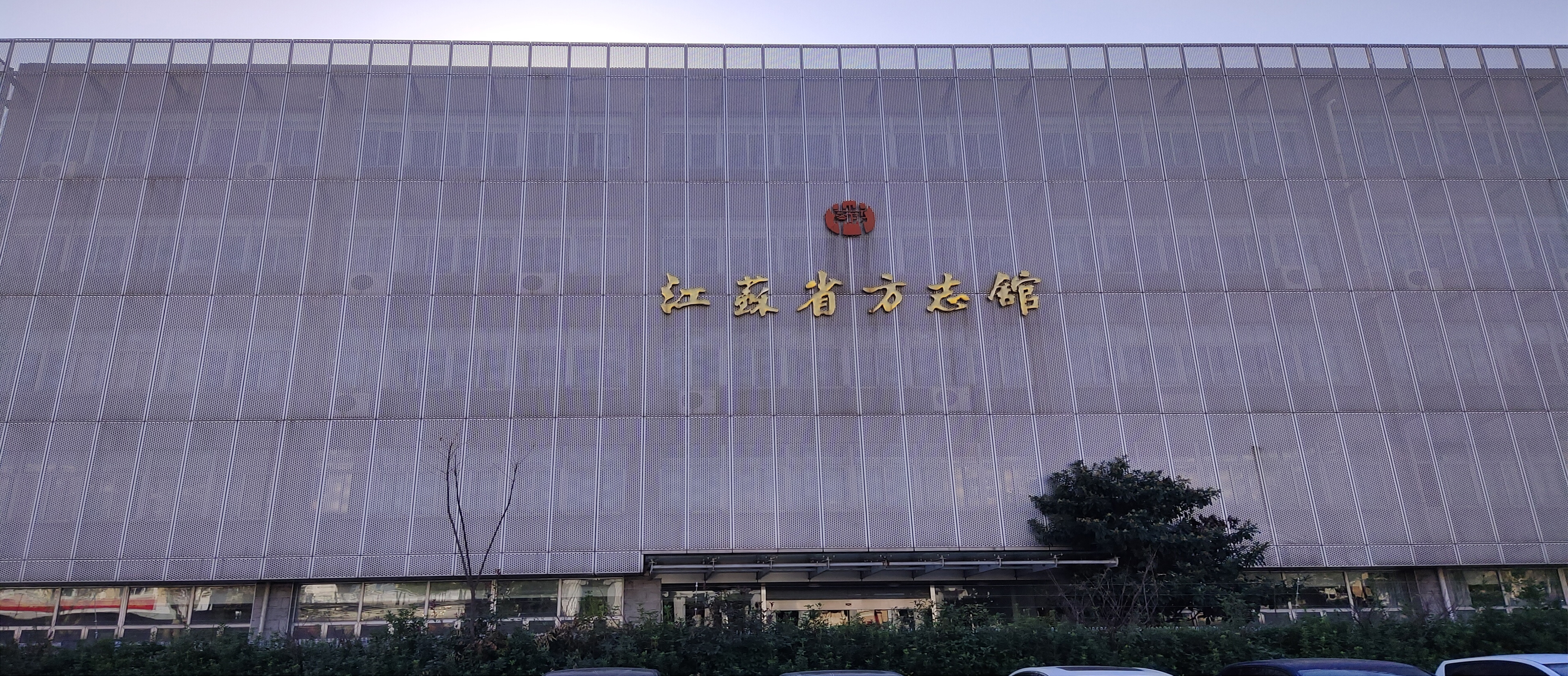
江苏省方志馆

江苏省方志馆位于中华人民共和国江苏省南京市建邺区梦都大街50号，免费对外开放。馆内主要收藏有江苏省、市、县（市、区）三级新方志、地情书、年鉴，中国各省、市、自治区的新方志和年鉴，旧志和其它历史文献资料，截止2013年年底，藏有图书2万余本、录入数据库3万余册，藏有明刻本《越绝书》、光绪《常昭合志稿》、《金陵全书》等重要资料。

## 历史
2002年，江苏省人民政府批准立项，2010年4月开馆。